# 島袋全優
島袋 全優（しまぶくろ ぜんゆう、1991年8月13日 - ）は、日本の漫画家。女性。

## 人物
沖縄県出身。プロレスが好き。
幼稚園児の頃から絵を描くのが好きで、漫画家という職業を知ってから漫画家になりたいと思っていた。小学6年生の時に、黒板にドラゴンの絵を描いていたのを担任教師に見付けられた際、「島袋さんは絵が上手いなぁ」と感心されたことで、より漫画家になる決意が固まったという。
総合学園ヒューマンアカデミーのマンガ・イラストカレッジを卒業。2013年、『月刊少年ライバル』5月号から連載の4コマ漫画『蛙のおっさん』にて漫画家デビュー。
漫画家を目指して専門学校に通っていた19歳の時に国の指定難病である潰瘍性大腸炎を患い、23歳のときに大腸を全摘している。これらの闘病生活をコミカルに綴るギャグエッセイ漫画『腸よ鼻よ』を2017年6月よりWeb漫画配信サイト「GANMA!」にて連載しており、2019年3月に島袋自身のツイッターに第1話を投稿したところ、約1.4万リツイートされるほど注目を集めた。
大腸全摘後の縫合不全により難治性瘻孔を発症したため、たびたび作者取材（緊急入院）による休載が挟まれていたが、10回目の手術が無事に成功し、2019年頃からは入院をせずに過ごせている。
漫画家デビュー後も沖縄県に在住していたが、『蛙のおっさん』の連載が終了した頃に沖縄県の病院から専門医がいなくなってしまい、現在は三重県の病院で治療を受けている。
メディア露出の際、特徴的なメイク姿で登場するが、このメイクはデーモン閣下をリスペクトしたもの。「私も10万歳生きたいという気持ちです」と語る。

## 作品リスト
- 蛙のおっさん（『月刊少年ライバル』2013年5月号 - 2014年7月号→『マンガボックス』2014年10号[11] - 39号[12]、講談社コミックス、講談社、全2巻）
- 腸よ鼻よ（『GANMA!』2017年6月30日 - 2023年4月14日、コミックスマート、全10巻）
- 脱・陰キャで事故プロデュース（『エッセイささくれーる』2020年8月25日 - 2021年7月27日、バンブーエッセイセレクション、竹書房、全1巻）

## 受賞歴
- 『腸よ鼻よ』が次にくるマンガ大賞2019 WEBマンガ部門3位を受賞[13]。